# Communicatie- en Informatiecentrum
De Communicatie- en Informatiecentra (afgekort tot CIC of CIC-101) zijn de centra van de Belgische politie waar alle noodoproepen naar het alarmnummer 101 toekomen. Er zijn in totaal elf CIC's: één per provincie en één voor het arrondissement Brussel-Hoofdstad. Elk centrum verzorgt zowel de calltaking van de noodoproepen als de dispatching van de politiediensten, en dat voor zowel de federale politie als de lokale politiezones. Daarmee zijn de centra de provinciale schakels voor de geïntegreerde politie in België. Sommige politiezones verzorgen wel zelf de dispatching van hun lokale ploegen (de zogenoemde Zonale Dispatching of Autonome Remote Dispatching of Lokale Meldkamer of Lokale Dispatching).
Voor de (digitale) communicatie werken de CIC's met het ASTRID-netwerk. Dat is het communicatienetwerk van de Belgische overheid, waar naast de politie ook de brandweerdiensten, de medische hulpverlening, het leger en andere diensten gebruik van maken. De CIC's vallen onder het beheer van het commissariaat-generaal van de federale politie. In de toekomst zullen de Communicatie- en Informatiecentra van de politie samengevoegd worden met de Hulpcentra 100/112 van de brandweer en medische hulpverlening tot geïntegreerde 112-centra waar alle noodoproepen voor zowel de politie, de brandweer als de medische hulpdiensten zullen behandeld worden.

## Mobiele app
Eind juni 2017 werd de mobiele applicatie '112BE' gelanceerd voor Android- en iOS-toestellen, waarmee men de noodcentrales kan bereiken. Bij een noodoproep geeft de app de precieze locatie van de oproeper door aan het Hulpcentrum 100/112 of het Communicatie- en Informatiecentrum. Ook biedt de app de mogelijkheid om medische gegevens of ICE-contacten op te slaan, die bij een noodoproep eveneens aan de noodcentrale worden doorgegeven. Ook kan de operator bij een noodoproep een chatfunctie activeren waarmee met de beller kan worden gecommuniceerd indien deze niet kan praten. Verder kan de noodcentrale de smartphone van de beller via de app laten rinkelen indien de hulpdiensten hem moeilijk kunnen vinden. De app werkt wel enkel in België. Enkele weken na de lancering was de app al meer dan 100.000 keer geïnstalleerd.

## 100, 101 of 112?
Soms kan het verwarrend zijn welk noodnummer men nu moet bellen in een noodsituatie. De nummers 100, 101 en 112 zijn momenteel namelijk alle drie in omloop in België. In België dient men het nummer 100 of 112 te bellen voor de brandweer of medische hulp. Men wordt dan verbonden met een Hulpcentrum 100/112. Voor politiehulp dient men het nummer 101 te bellen, dat de beller doorverbindt met een Communicatie- en Informatiecentrum van de politie. Het bellen van het nummer 100 of 112 wanneer men de politie nodig heeft of het bellen van het nummer 101 wanneer men de brandweer of medische hulp nodig heeft kan tot vertragingen in de hulpverlening leiden, aangezien de oproep zal moeten doorgeschakeld worden naar de andere centrale. Het noodnummer 112 is het Europese noodnummer dat in elk land van de Europese Unie (en enkele andere landen waaronder IJsland, Noorwegen, Zwitserland, Rusland, Turkije en Israël) werkt. Voor de rest van Europa wordt daarom 112 door de overheid aanbevolen als het te bellen nummer voor alle noodsituaties.

## Misbruik
Net als de Hulpcentra 100/112 hebben de Communicatie- en Informatiecentra vaak te maken met nodeloze of kwaadaardige oproepen. Van alle oproepen die de CIC's ontvingen in 2013 waren 45% tot 55% geen noodoproepen. In het jaar ervoor werden tevens 636 processen-verbaal opgesteld voor valse oproepen. Om het aantal valse oproepen terug te dringen, lanceerden de FOD Binnenlandse Zaken en de FOD Volksgezondheid samen met de politie in 2012 een informatiecampagne over het juiste gebruik van noodnummers: “Noodoproepen: geen gezever”.

## Statistieken
In 2012 ontvingen alle CIC's in totaal 2.985.241 noodoproepen en in 2013 2.889.314 noodoproepen naar het nummer 101.

## Trivia
- Gedurende maart en april 2016 was de zevendelige televisiereeks De noodcentrale te zien op Eén, waarin het werk van de Hulpcentra 100/112 en de Communicatie- en Informatiecentra in beeld werd gebracht.